# Lijst van markten in Rotterdam
Dit is een lijst van markten in Rotterdam.

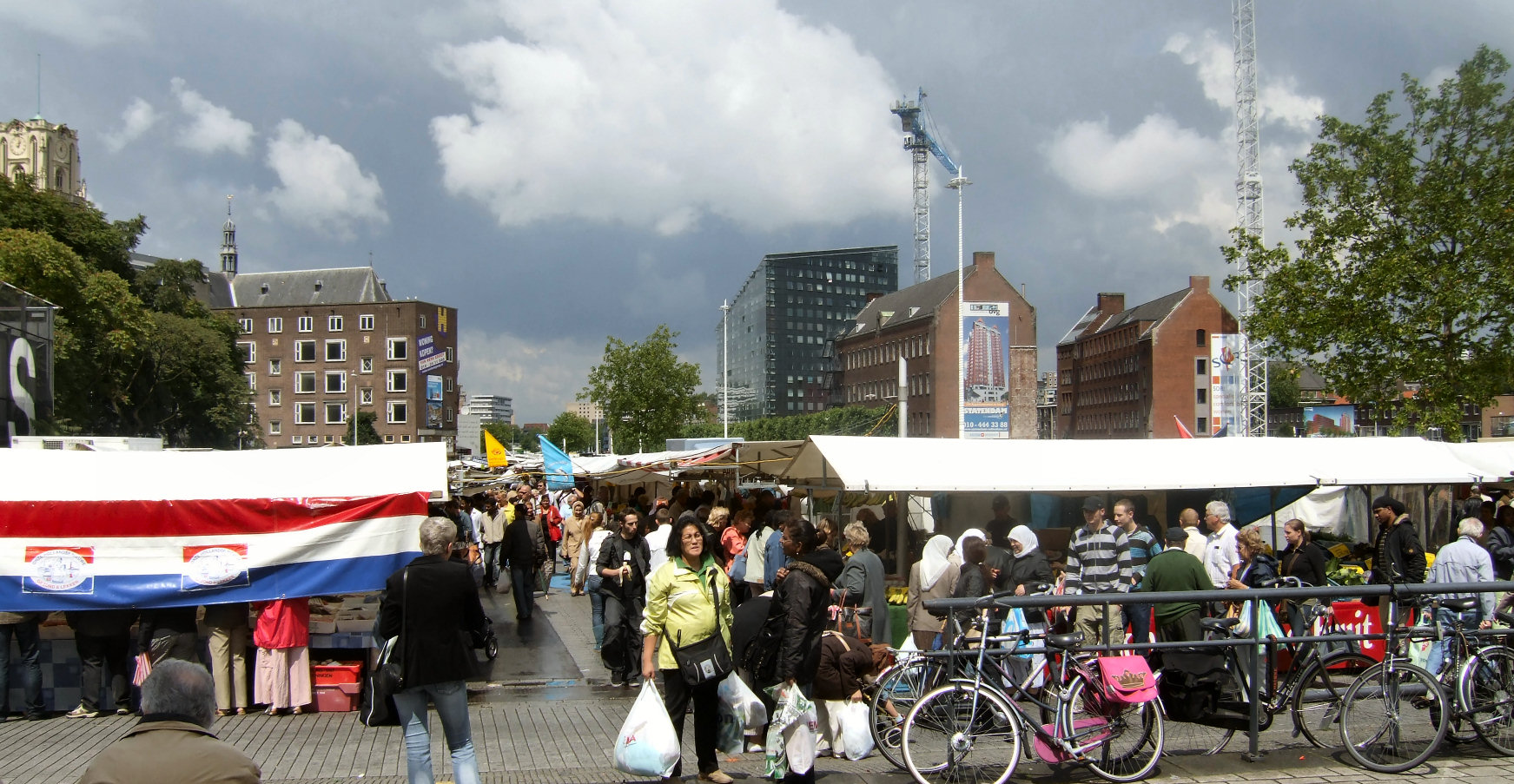
Binnenrotte (2007)

## Weekmarkten
- Markt op het Binnenrotteplein - Centrum - dinsdag en zaterdag met ruim 460 kramen.
- Markt op het Afrikaanderplein Afrikanermarkt - Feijenoord - Zuid - woensdag en zaterdag met meer dan 300 kramen.
- Markt op het Visserijplein - Bospolder/Tussendijken - West - donderdag en zaterdag met ca 180 kramen.

- Wijkmarkt Noortwijckstraat en Duyvesteynstraat - Overschie - vrijdag - oudste wijkmarkt van Rotterdam ca. 25 kramen.
- Wijkmarkt Hesseplaats - Ommoord - Alexanderpolder - woensdag - ca. 50 kramen.
- Wijkmarkt winkelcentrum Het Lage Land - Het Lage Land - Alexanderpolder - vrijdag - ca. 70 kramen.
- Wijkmarkt Rododendronplein en Peppelweg - Schiebroek - vrijdag - buurtmarkt met ca. 50 kramen.
- Wijkmarkt Asterlo en Harkulo - nabij Sporthal de Asterlo - Zuidwijk -  vrijdag - wijkmarkt voor Charlois, Feyenoord en IJsselmonde - ca. 80 kramen (sedert 1977)
- Wijkmarkt Groeninx van Zoelenlaan nabij winkelcentrum Keizerswaard - IJsselmonde - donderdag - ca. 20 kramen
- Wijkmarkt winkelcentrum de Binnenban - Hoogvlietparkeerterrein tussen het politiebureau en het winkelcentrum - donderdag - ca. 120 kramen.
- Wijkmarkt winkelcentrum Brinkplein en Prins Hendrikstraat - Hoek van Holland - dinsdagochtend - wijkmarkt.
- Biologische markt Eendrachtsplein - Centrum dinsdag - sinds april 2005
- Boeken- en platenmarkt Hoogstraat en de Wijde Kerkstraat - Centrum - dinsdag en zaterdag
- Postzegel- en muntenmarkt Gedempte Botersloot bij de Maagd van Holland op de Nieuwe Markt - Centrum - dinsdag en zaterdag

## Markthal
Tussen de Binnenrotte, de Hoogstraat en de Blaak is eind 2014 de nieuwe overdekte Markthal geopend.

## Historie

### Postzegel- en muntenmarkt
- Grote Markt (1932/1933 tot 1940)
- Noordplein nabij de Noordsingel (1946-1970)
- Schouwburgplein (1970-1988)
- Grote Kerkplein (1988-2009)

### Weekmarkt

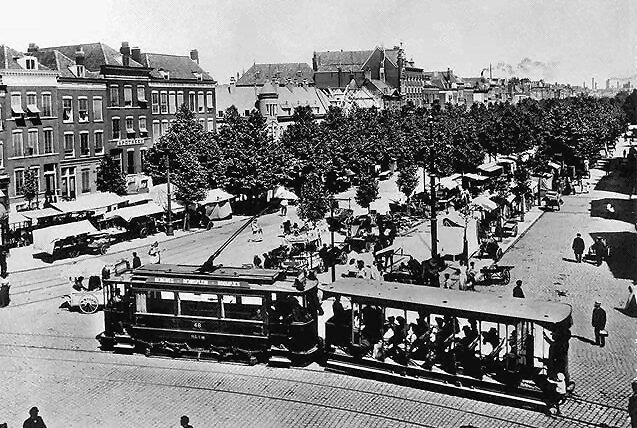
Goudsesingel (1918)

- Hoogvlietmarkt - Verplaatst naar Binnenban-noord
- Hoogstraat vanaf 1329 was er zelfs een stedelijk gastverblijf voor kooplui en handelsreizigers
- Goudsesingel - weekmarkt (1903 - 1940)

### Veemarkt
- Nieuwemarkt - aangelegd in 1645 als plein, veemarkt van 1660 tot 1853
- Boezemweg - de veemart in de buurt Rubroek - iedere maandag en dinsdag - veemarkt (1867 - 1974)